# Elisabeth Kölblinger
Elisabeth Kölblinger, auch Elisabeth Kölblinger-Engelmann, (* 25. November 1966 in Bregenz als Elisabeth Engelmann) ist eine österreichische Politikerin (ÖVP). Von September 2017 bis Oktober 2021 war sie Abgeordnete zum Oberösterreichischen Landtag und von Dezember 2020 bis Oktober 2021 Bürgermeisterin der Stadtgemeinde Vöcklabruck.

## Leben

### Ausbildung und Beruf
Elisabeth Kölblinger besuchte nach der Volksschule in Dornbirn das Bundesgymnasium Dornbirn, wo sie 1985 maturierte. Anschließend studierte sie an der Wirtschaftsuniversität Wien Handelswissenschaften, das Studium schloss sie 1990 als Magistra ab. 1995 promovierte sie dort zum Dr. rer. soc. oec. 1998/99 legte sie die Steuerberaterprüfung und 2003 die Personalverrechnerprüfung ab, seit 2003 ist sie allgemein beeidete und gerichtlich zertifizierte Sachverständige.
Von 1990 bis 1997 war Kölblinger als Universitätsassistentin am Institut für Revisions-, Treuhand- und Rechnungswesen der Wirtschaftsuniversität Wien, anschließend bis 2003 im Konzernrechnungswesen der Asamer Holding. Von 2004 bis 2017 war sie Prokuristin und Leiterin des Rechnungswesens der Franziskanerinnen von Vöcklabruck. Seit 2003 ist sie außerdem als Steuerberaterin tätig.

### Politik
Von 2003 bis 2020 vertrat Kölblinger die ÖVP im Gemeinderat von Vöcklabruck, wo sie von 2006 bis 2018 Stadtleiterin der ÖVP Frauen war und ab 2009 Stadträtin. In dieser Funktion war sie für Finanzen, Soziales und Wohnbau zuständig. Bei der Landtagswahl 2015 kandidierte sie für die Landesliste der Oberösterreichischen Volkspartei (OÖVP) im Landtagswahlkreis Hausruckviertel. Am 21. September 2017 wurde Kölblinger als Nachfolgerin von Doris Hummer in der XXVIII. Gesetzgebungsperiode als Abgeordnete zum Oberösterreichischen Landtag angelobt, wo sie dem Ausschuss für Bildung, Kultur, Jugend und Sport, dem Ausschuss für Frauenangelegenheiten und dem Ausschuss für Wirtschaft und EU-Angelegenheiten angehörte. Im ÖVP-Landtagsklub fungierte sie als Sprecherin für Industrie, Wirtschaft und Standortentwicklung.
Im Oktober 2020 wurde Kölblinger zur Stadtparteiobfrau der ÖVP Vöcklabruck gewählt, in dieser Funktion folgte sie dem bisherigen Bürgermeister Herbert Brunsteiner nach. Im Dezember 2020 wurde sie als Nachfolgerin von Brunsteiner zur Bürgermeisterin der Stadtgemeinde Vöcklabruck gewählt. Für die Landtagswahl 2021 verzichtete sie auf eine Kandidatur.
Bei der Bürgermeisterwahl 2021 verlor Kölblinger die Stichwahl gegen Peter Schobesberger von der SPÖ, nachdem sie bereits nach dem 1. Wahlgang knapp zurückgelegen war.
Im November 2023 gab sie ihren Rücktritt als Vizebürgermeisterin bekannt, als Nachfolger wurde im Dezember 2023 David Soucek-Hofmann gewählt.

## Publikationen (Auswahl)
- 1995: Umweltberichterstattung: Auswirkungen des Umweltschutzes auf die Berichterstattung der Unternehmen, Linde-Verlag, Wien 1995, ISBN 978-3-85122-485-6

## Auszeichnungen
- 2022: Goldenes Verdienstzeichen des Landes Oberösterreich[13]
- 2024: Ehrenring der Stadt Vöcklabruck[14][15]